# Richard Sprick
Richard Sprick (* 3. Januar 1901 in Herford; † 26. Januar 1968 in Bad Salzuflen) war ein deutscher Zeichner, Porträt- und Landschaftsmaler.

## Leben  und Werdegang
Richard Sprick wurde am 3. Januar 1901 in Herford geboren. Nach Besuch der Volksschule und des Friedrichs-Gymnasiums, begann er 1919 ein Studium in der Malerklasse von Ludwig Godewols an der Kunstgewerbeschule Bielefeld. Bereits ein Jahr später wechselte er an die Kunstakademie Kassel, wo er von 1921 bis 1923 Schüler von Curt Witte (1882–1959) und Kay Heinrich Nebel (1888–1953) wurde.
Anschließend machte er ein Examen zum Zeichenlehrer. Zwischen 1923 und 1925 lebte er in Berlin.
Bei einem Besuch der Künstlerkolonie Worpswede bei Bremen im Jahre 1924 traf er dort zufällig die Metallkünstlerin Lotte Heidelbach, eine Bekannte aus seiner Kasseler Studienzeit wieder, die die Metallwerkstatt der Worpsweder Kunsthütten von Bernhard Hoetger leitete. Sprick zog im folgenden Jahr selbst nach Worpswede, wo er als freischaffender Künstler arbeitete. Im Jahre 1926 heiratete er Lotte Heidelbach.
Ab 1926 konnte Sprick seine Kunst in ersten Ausstellungen u. a. in Dortmund, Kassel und Bremen präsentieren. 1927 zogen Lotte und Richard Sprick von Worpswede nach Bochum. Richard Sprick arbeitete dort zwischen 1927 und 1943 als Kunsterzieher an der Bochumer Goethe-Schule. In seiner Bochumer Zeit wurde Sprick ein etablierter und angesehener Künstler. Dazu trug auch die enge Verbindung zum Bochumer Schauspielhaus unter der Intendanz von Saladin Schmitt bei, mit dem die Spricks eine enge Freundschaft verband. Richard Sprick lieferte weit über 1000 Zeichnungen von namhaften Schauspielern und Szenen der verschiedenen Aufführungen des Bochumer und anderer großer Theater. 1933 wurde Spricks Tochter Karen geboren.
Während der Zeit des Nationalsozialismus wurde bei der Aktion "Entartete Kunst" u. a. Richard Spricks Gemälde "Vater und Sohn" in der Städtischen Galerie Gelsenkirchen beschlagnahmt (seitdem verschollen). Sprick wurde von der GeStaPo verhört, entging aber weiteren Nachstellungen. Nachdem die Spricks 1943 ihre Bochumer Wohnung nach Ausbombung verlassen mussten, flüchteten sie zu Verwandten nach Schötmar (heute ein Stadtteil von Bad Salzuflen). 1943 wurde Richard Sprick trotz Nachtblindheit kurzfristig als Flakhelfer eingezogen, später dann zum Beaufsichtigungspersonal gefangener russischer Soldaten abkommandiert.

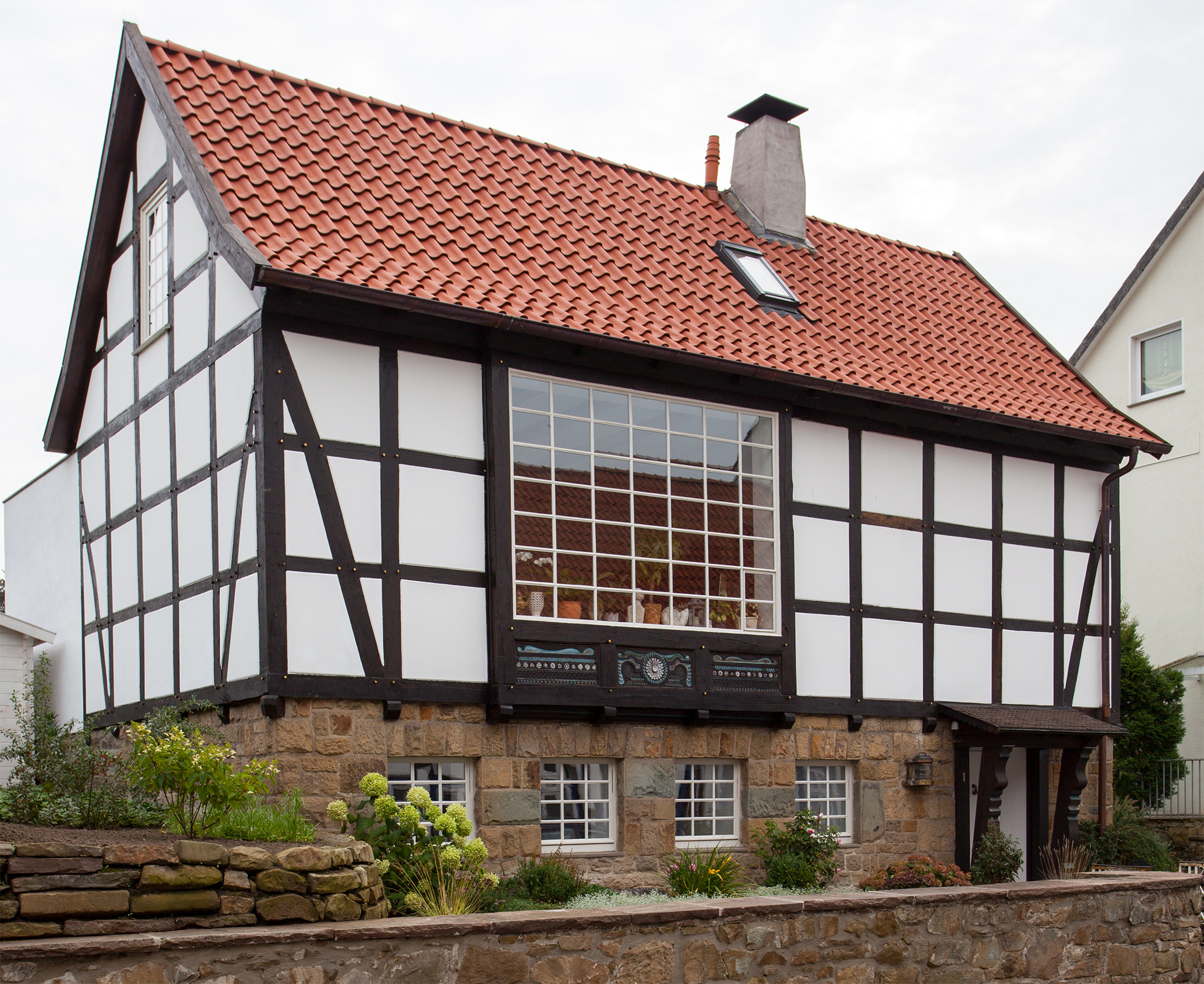
Das ehemalige Wohn- und Atelierhaus von Richard Sprick

Auch nach dem Ende des 2. Weltkrieges blieben die Spricks in Schötmar und ließen sich dort ein nach eigenen Entwürfen gestaltetes Wohn- und Atelierhaus erbauen (seit 2010 unter Denkmalschutz gestellt).  In den folgenden Jahrzehnten war Richard Sprick ein enorm fleißiger Künstler. Es entstanden zahlreiche Porträts namhafter Persönlichkeiten sowie Landschaftsbilder, häufig inspiriert durch seine Studienreisen durch ganz Europa, Wandbilder für öffentliche Gebäude, Buchillustrationen, aber auch Postkarten und technische Zeichnungen. Darüber hinaus nahm er fast jährlich an Ausstellungen teil, vor allem im westfälischen Raum. Wichtige Museen kauften seine Werke an. Nach kurzer schwerer Krankheit verstarb Richard Sprick am 26. Januar 1968 in Bad Salzuflen. Seit 2010 befindet sich der Großteil seines Nachlasses im Lippischen Landesmuseum in Detmold.
Der Kunsthistoriker Rainer Zimmermann (1920–2009) zählt Richard Sprick zu den Vertretern der Verschollenen Generation und des Expressiven Realismus.